# Mestre Salustiano
Manoel Salustiano Soares, mais conhecido como Mestre Salustiano, (Aliança, 12 de novembro de 1945 — Recife, 31 de agosto de 2008)  foi um ator, músico, compositor e artesão brasileiro. Foi considerado uma das maiores autoridades em cultura popular pernambucana.
Salustiano era um cortador de cana  na Zona da Mata pernambucana. Iniciou a tocar rabeca aos 7 anos de idade, seguindo a carreira de seu pai, João Salustiano, que tocava o instrumento.
Considerado um dos precursores do manguebeat - e mestre de nomes como Siba, Antônio Nóbrega e Chico Science - ele foi um dos grandes responsáveis pela preservação de manifestações culturais da Zona da Mata, como ciranda, coco, maracatu e caboclinho.
Em 2007 foi homenageado pelos seus 54 anos de carreira e recebeu o título de 'Patrimônio Vivo de Pernambuco.
É o fundador do maracatu rural Piaba de Ouro.
Mestre Salustiano faleceu aos 62 anos de arritmia cardíaca causada pela doença de chagas, foi sepultado no Cemitério Morada da Paz em Paulista. 